# Zonenschmelzverfahren

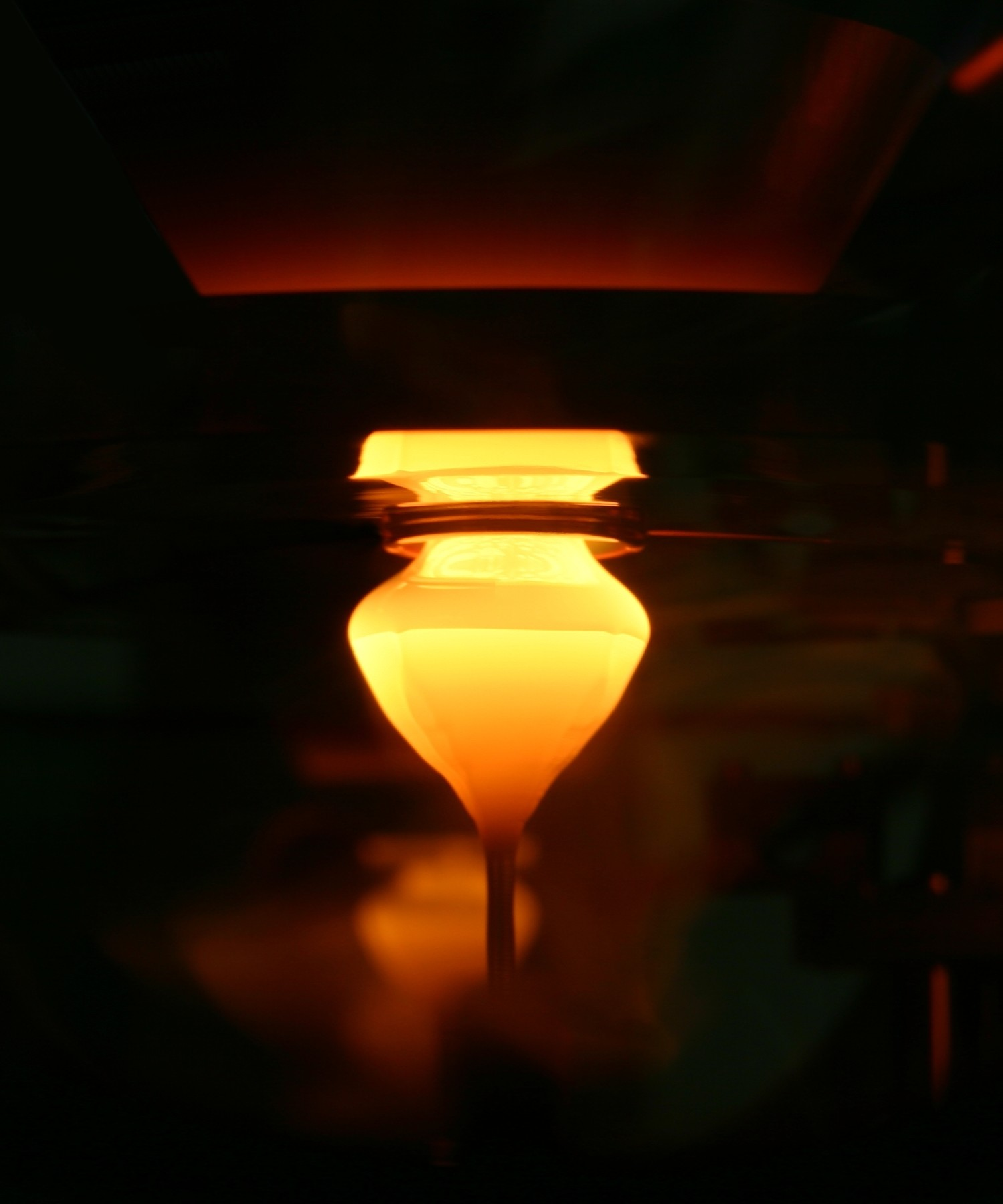
Gerade angewachsener Siliciumkristall

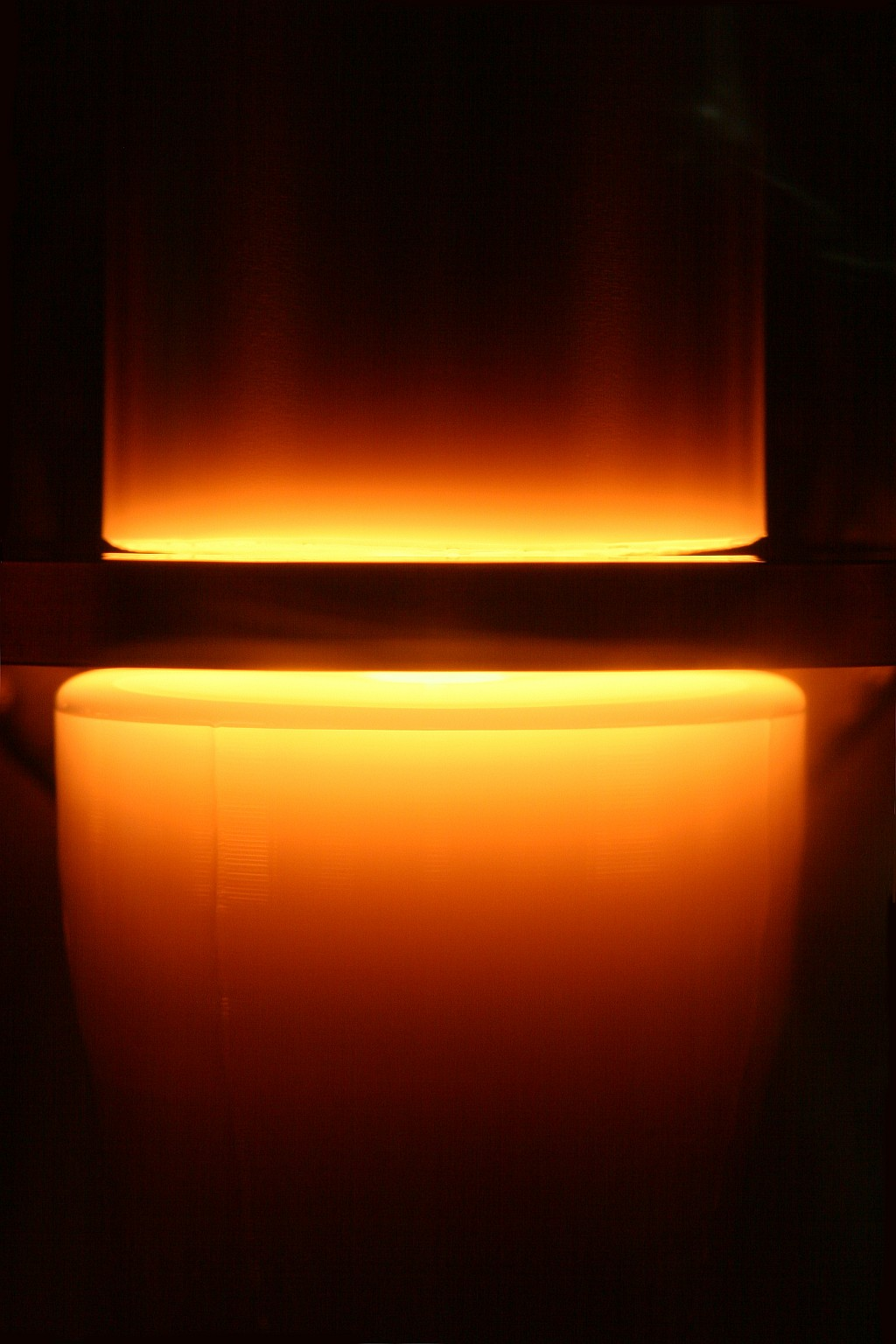
Wachsender Siliciumkristall

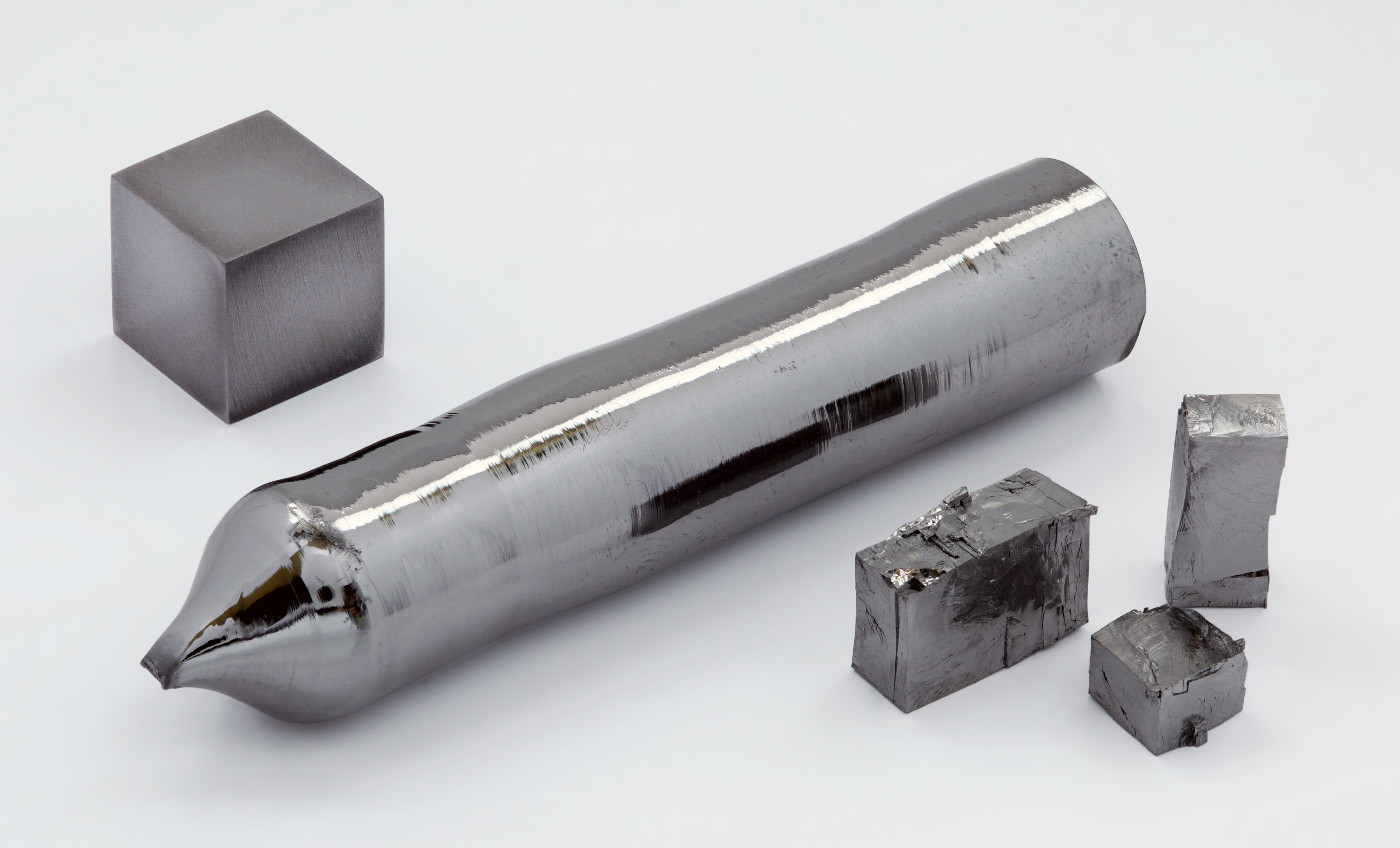
Im Zonenschmelzverfahren hergestellter Tantal-Einkristall (zylindrisch, Bildmitte) mit einer Reinheit von 99,999 % (5N).

Das Zonenschmelzverfahren (auch: „Zonenziehen“) ist ein Verfahren zur Herstellung von hochreinen einkristallinen Werkstoffen. Andere Bezeichnungen für Zonenschmelzen sind Float-Zone-Verfahren, Fließzonenverfahren, Zonenreinigung, Zonenrandschmelzverfahren oder Zonenfloating.
Es wurde 1950/51 durch William Gardner Pfann an den Bell Laboratories entwickelt.

## Funktionsprinzip
Das Zonenschmelzverfahren beruht auf der Tatsache, dass Verunreinigungen in der Schmelze eine energetisch günstigere chemische Umgebung (niedrigeres chemisches Potential) haben als im Festkörper und darum vom Festkörper in die Schmelze wandern. Die Menge, die im Kristall eingebaut wird, ist unter anderem abhängig von der Art der Verunreinigung und der Erstarrungsgeschwindigkeit. Im Silicium beispielsweise beträgt der Verteilungskoeffizient von Bor 0,8 und der von Eisen 0,000007. Bor ist also mit diesem Verfahren kaum aus dem Silicium zu entfernen, Eisen hingegen sehr gut. Man unterscheidet horizontales Zonenschmelzen in einem langgestreckten Schiffchen und vertikales tiegelfreies Zonenschmelzen, das vor allem bei der Herstellung hochreiner Siliciumeinkristalle von Bedeutung ist.
Vergleiche auch Pedestalverfahren und Czochralski-Verfahren.

## Technik des Si-Zonenschmelzens
Ein schon vorbereiteter, gereinigter Stab (oder eine Säule) mit noch polykristalliner Kristallstruktur befindet sich in einer Schutzatmosphäre. Durch eine Induktionsheizung wird an einem Ende eine relativ schmale Zone Material aufgeschmolzen. Damit die Zone gleichmäßig aufschmilzt, rotiert der Stab langsam. Die aufgeschmolzene Zone wird mit einem Impfkristall in Berührung gebracht und wächst unter Annahme seiner Kristallstruktur an ihm an. Diese Schmelzzone wird nun langsam durch den Stab bewegt. Die wieder erkaltende Schmelze erstarrt über die gesamte Materialbreite mit einer einheitlichen Kristallstruktur, es bildet sich also hinter der Schmelzzone der gewünschte Einkristall. Fremdatome verbleiben weitestgehend in der Schmelzzone und lagern sich schließlich am Ende der Säule an, die nach dem Erkalten entfernt wird. Durch mehrmaliges Zonenschmelzen kann die Reinheit weiter gesteigert werden. Eine Dotierung kann durch Beigabe gasförmiger Stoffe, die dann in die Schmelze eindringen, erreicht werden. Für besondere Anwendungen kann der Vorratsstab mit einer kleinen Menge Metall präpariert werden, das durch den meistens sehr kleinen Verteilungskoeffizienten (meistens verbleiben >99,9 % in der Schmelze) in relativ konstanter Konzentration in den Kristall eingebaut wird. Im Gegensatz zum Tiegelziehen, wo Säulendurchmesser bis zu 12 Zoll (etwa 30 cm) gebräuchlich sind, lassen sich mit dem Zonenschmelzverfahren industriell nur Säulendurchmesser bis 20 cm herstellen. Größere Durchmesser nach diesem Verfahren sind in absehbarer Zeit nicht zu erwarten.

## Anwendung
Mit diesem Verfahren ist die Herstellung von hochreinem Silicium und anderen Materialien möglich, jedoch ist es mit sehr hohen Kosten verbunden.
Das Silicium wird beispielsweise in Bauelementen der Hochenergietechnik, in der Mikrosystemtechnik, in der Computerindustrie für integrierte Schaltungen (siehe auch Wafer) oder in der Photovoltaik für die Herstellung von Solarzellen verwendet. Gerade für Solarzellen ist aber diese Reinheit des Siliciums in der Vergangenheit nicht notwendig gewesen, so dass sich hier kostengünstigere Verfahren etabliert haben (siehe Solarzelle, Czochralski-Verfahren). Trotz allem wird das Silicium für die Solarzellenherstellung immer reiner, um den Wirkungsgrad der Energieerzeugung zu verbessern.

### Fachbücher
- Hermann Schildknecht: Zone Melting. Verlag Chemie, Weinheim 1966 (englisch, archive.org).